# Måneskin
Måneskin är en italiensk rockgrupp från Rom, bestående av huvudsångaren Damiano David, basisten Victoria De Angelis, trummisen Ethan Torchio och gitarristen Thomas Raggi. Gruppens namn är danska för "månsken", vilket kommer sig av att gruppens basist Victoria har en dansk mor. Efter att bland annat ha spelat på Roms gator under ett år, deltog Måneskin i den italienska upplagan av X-Factor 2017 och kom på andra plats. De vann 2021 års upplaga av den välrenommerade italienska San Remo-festivalen, något en rockgrupp dittills aldrig lyckats med. De vann sedan överlägset  Eurovision Song Contest 2021 med låten ”Zitti e buoni”. Låten fick 524 poäng. 2022 vann de MTV Video Music Award för bästa alternativa video.  

## Medlemmar
- Damiano David, sång, född 8 januari 1999 i Rom [10]
- Victoria De Angelis, bas, född 28 april 2000 i Rom [10]
- Thomas Raggi, gitarr, född 18 januari 2001 i Rom [10]
- Ethan Torchio, trummor, född 8 oktober 2000 i Rom [10]

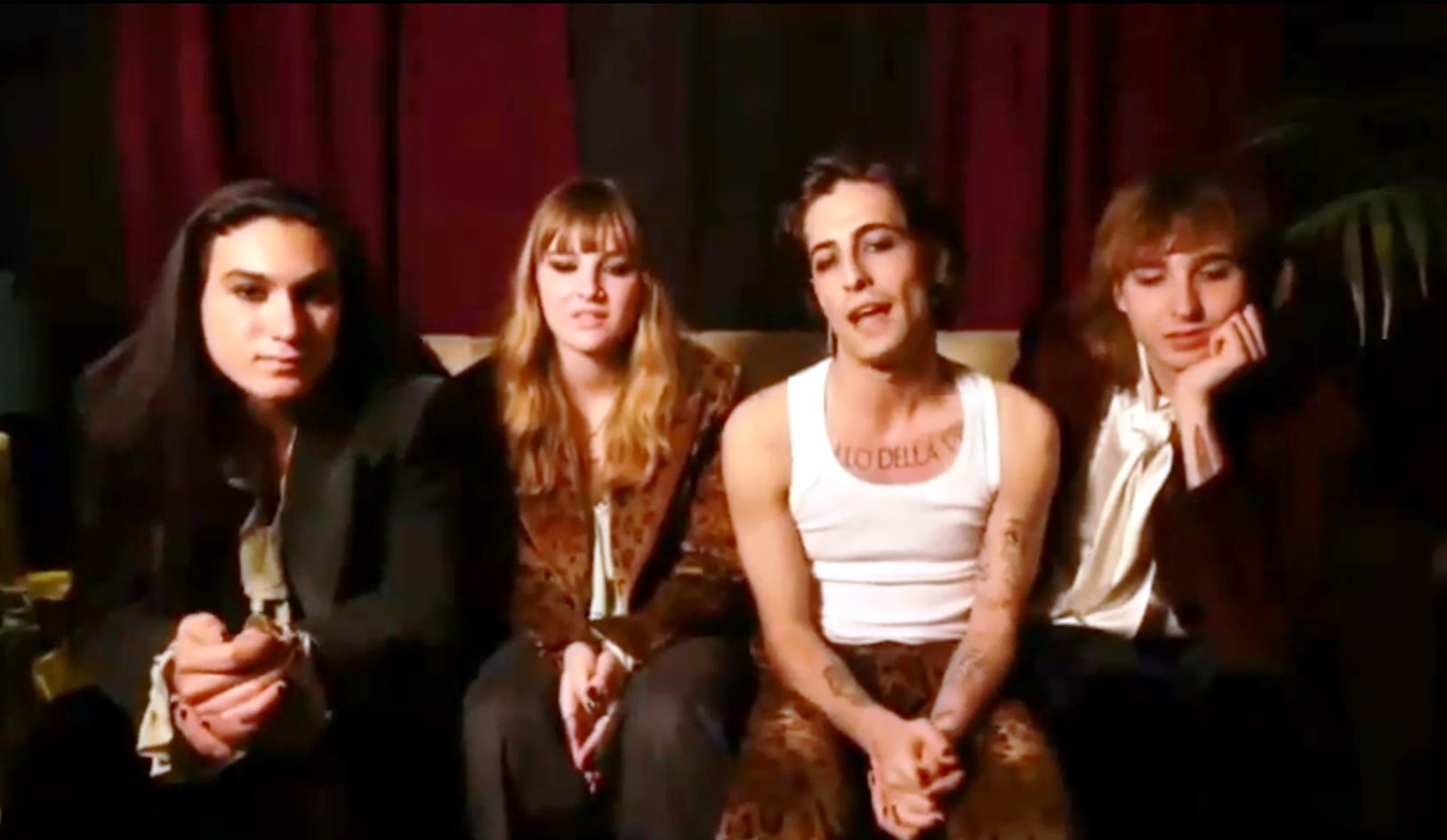
Måneskin 2021
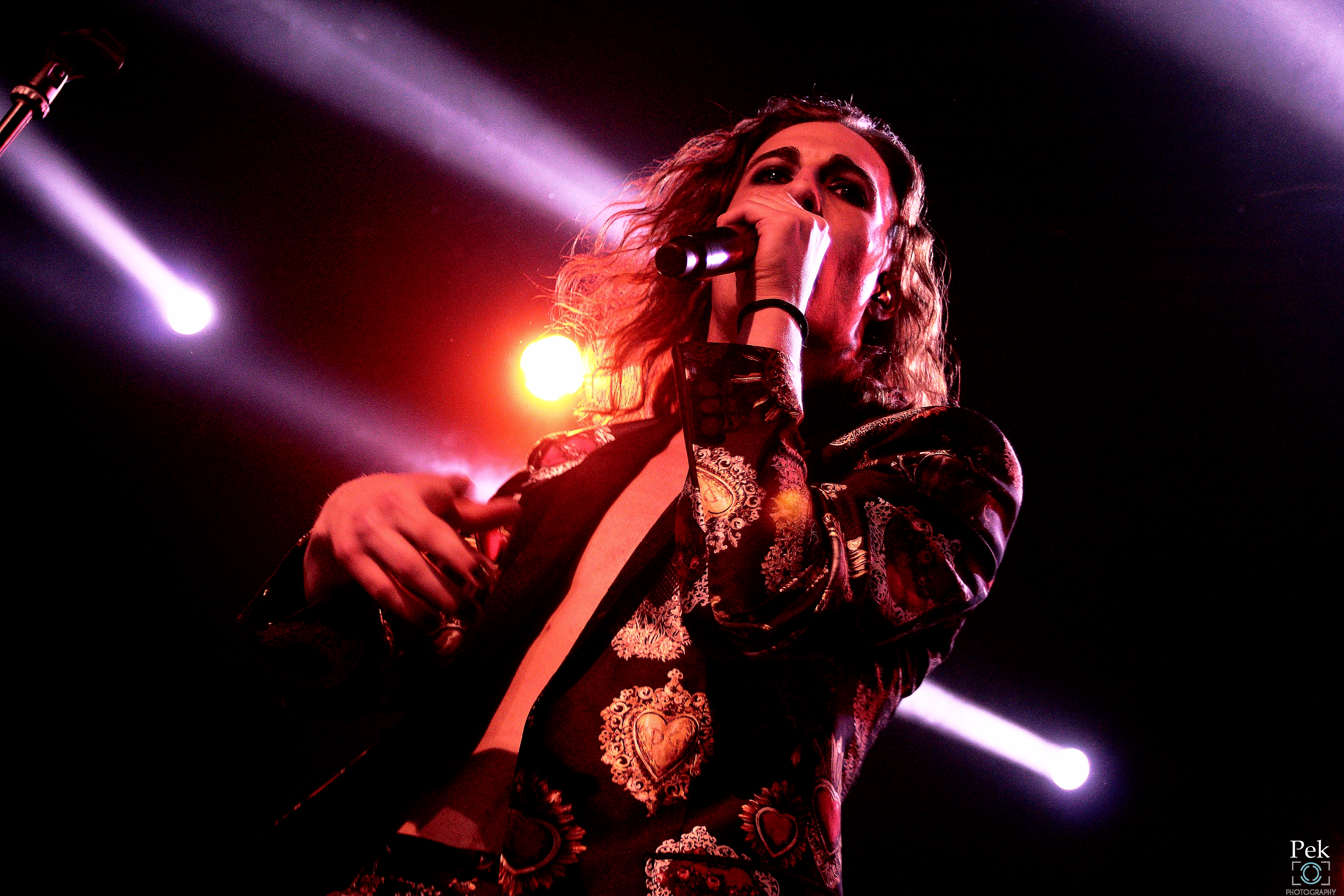
Sångaren Damiano David

## Diskografi
- Chosen (2017)
- Il ballo della vita (2018)
- Teatro d'ira: Vol. I (2021)
- Rush! (2023)[11]